# Шахов, Александр Васильевич
Алекса́ндр Васи́льевич Ша́хов (1909—1985) — контрразведчик, начальник 5-го отдела Главного экономического управления (ГЭУ) НКВД СССР, полковник (1945).

## Биография
Родился в украинской семье слесаря. В ВКП(б) с сентября 1928 (член ВЛКСМ с 1925 по 1928). Образование получил в Харьковском авиационном институте, где учился с сентября 1931 по декабрь 1936.
Модельщик на металлургическом заводе в Краматорске с сентября 1926 по сентябрь 1931. Мастер цеха на заводе № 35 в Смоленске с декабря 1936 по май 1937. Старший мастер цеха на том же заводе с мая по ноябрь 1937. Секретарь парткома этого завода с ноября 1937 по июль 1938.
Курсант Центральной школы НКВД СССР с июля 1938 по 1939. Заместитель начальника 2-го отдела (оборонная промышленность) ГЭУ НКВД СССР по 3 августа 1939. Начальник 5-го отдела (авиационная промышленность) ГЭУ НКВД СССР с 3 августа 1939 по 26 февраля 1941. Заместитель начальника Особого отдела 32-й армии с начала Великой Отечественной войны и до октября 1941. Заместитель начальника Особого отдела 59-й армии с октября 1941 по 19 сентября 1942. Заместитель начальника Особого отдела 34-й армии с ноября 1942 по апрель 1943. Заместитель начальника Отдела контрразведки (ОКР) СМЕРШ 34-й армии с апреля по июль 1943. Заместитель начальника ОКР СМЕРШ 61-й армии с июля по декабрь 1943. Начальник ОКР НКВД—МВД БССР с декабря 1943 по 18 мая 1946. Начальник ОКР Особого дорожно-строительного корпуса МВД с 18 мая 1946 по 15 августа 1947. Заместитель начальника ОКР МВД СССР с 15 августа 1947 по август 1949. Начальник Управления МВД Алтайского края с августа 1949 по 8 сентября 1950. Начальник деревообделочного комбината Управления строительства № 560 и ИТЛ МВД с января 1951 по февраль 1953. Начальник деревообделочного комбината № 7 МВД с февраля 1953 (упоминается в июле 1954).
В октябре мес. 1941 г., когда ОО НКВД 32 армии вместе с другими разрозненными частями, оказавшимися в кольце вражеских войск, в районе Вязьма на Днепре тов. ШАХОВ, возглавив командование ротой Особого отдела 32-й армии и собрав около 200-х бойцов других частей, дважды водил их в атаку, после чего весь оставшийся личный состав с документами и вооружением был выведен из окружения...ЦАМО, фонд 33, опись 682526, дело 226

### Звания
- старший лейтенант ГБ, 07.06.1939;
- капитан ГБ;
- подполковник ГБ, 11.02.1943;
- полковник ГБ, 11.10.1945.

### Награды
- Знак «Заслуженный работник НКВД», 27.04.1940;
- 3 ордена Красной Звезды, 03.05.1943, 1944, 30.04.1954;
- 5 медалей:
  - медаль «За боевые заслуги», 06.08.1949.